# 北中路駅
座標: 北緯31度10分17秒 東経121度33分44秒 / 北緯31.17132度 東経121.56224度
北中路駅（ほくちゅうろえき）は中華人民共和国上海市浦東新区北蔡鎮、北中路と蓮渓路の交差点に位置する上海軌道交通18号線の駅である。

## 駅構造
島式ホーム1面2線の地下駅で、出口は3箇所ある。

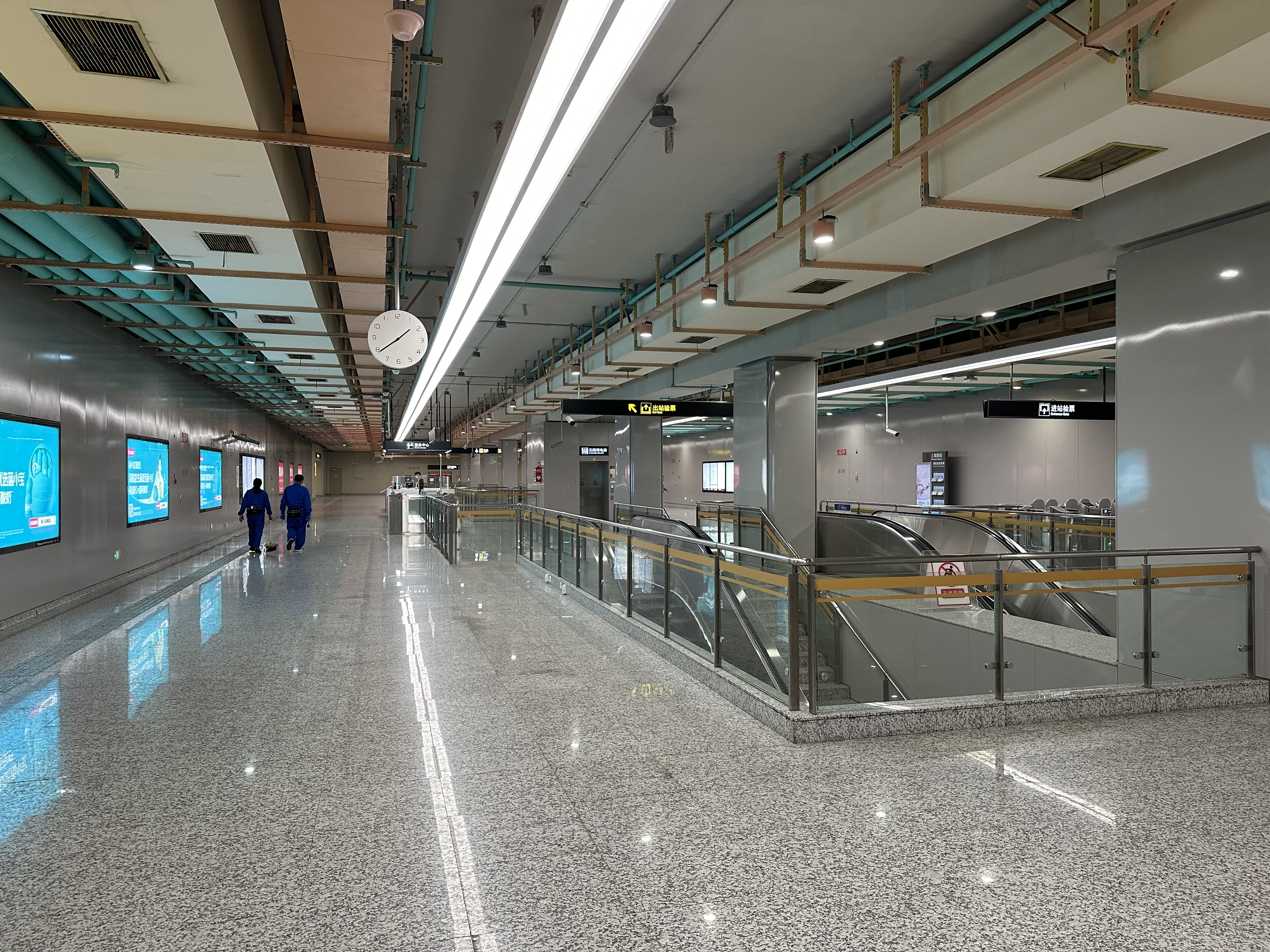
コンコース

## 駅出口
- 1号出口 - 蓮渓路、北中路
- 2号出口 - 蓮渓路、蓮安東路
- 3号出口 - 蓮渓路

## 隣の駅
上海軌道交通
 18号線
芳芯路駅 - 北中路駅 - 蓮渓路駅